# Aeroportul Ciudad Constitución
Aeroportul Ciudad Constitución (IATA: CUA, ICAO: MMDA) este un aeroport din Comondú⁠(d), Baja California Sur, Mexic ce deservește zona Ciudad Constitución⁠(d). A fost numit după zona deservită.
Situat la o altitudine de 66 m, aeroportul dispune de o singură pistă.